# Font pública (Capçanes)
La Font pública és una font de Capçanes (Priorat) protegida com a Bé Cultural d'Interès Local.

## Descripció
Conjunt format per una arcada de mig punt adovellada que arrenca d'impostes, i que constitueix l'accés a dues aixetes i una pica de 1,8 m de llargada, adossades a la paret de la casa nº2 del carrer de la Font. Tot el fons és revestit de pedra. Les aixetes proporcionen sengles raigs d'aigua de forma contínua.

## Història
El dia del Dijous Sant del 1916 es va inaugurar, per la Societat d'Aigües Potables, la primera font del poble, a la Plaça de l'Església. Com que alguns habitants del pobles es van negar a pagar les quotes i derrames previstes per a la construcció, i els aldarulls populars augmentaren amb el temps, donant lloc, pel que sembla, a fets desagradables en extrem, hom va decidir, passats els anys, i en vista que la situació no canviava, de suprimir la font de la plaça - de lliure accés - i bastir-ne una altra dins el mur d'una casa particular, la qual cosa evitaria que tothom prengués sense permís. Així, el 1932, es construí aquesta font, encara en ús.